# Mappenberg (Bodenwöhr)
 Mappenberg  ist eine Einöde in der Gemeinde Bodenwöhr im Oberpfälzer Landkreis Schwandorf (Bayern).

## Geografie
Mappenberg liegt im Osten von Bayern in der Oberpfalz an der Bundesstraße 85, die von Schwandorf nach Cham führt.

## Geschichte
Das 1285 selbständige Amt Awepach wurde 1326 in das Amt Neunburg eingegliedert. Neben mehreren Orten gehörte auch Maechenperge, also Mappenberg dazu. Mappenberg war 1582 der Pfarrei Altenschwand eingegliedert.

## Steuerdistrikt
Das Königreich Bayern wurde 1808 in 15 Kreise eingeteilt. Diese Kreise wurden nach französischem Vorbild nach Flüssen benannt (Naabkreis, Regenkreis, Unterdonaukreis usw.). Die Kreise gliederten sich in Landgerichtsbezirke. Der Landgerichtsbezirk Neunburg vorm Wald hatte 55 Steuerdistrikte. Zum Steuerdistrikt Altenschwand gehörten zu Beginn des 19. Jahrhunderts Altenschwand, Mappenberg, Meldau, Neuenschwand, und Warmersdorf.

## Gemeindezugehörigkeit
Zur Gemeinde Altenschwand gehörten die Orte, Weiler und Einöden Altenschwand (24 Familien), Warmersdorf (5 Familien), Meldau (4 Familien) und Mappenberg (2 Familien). Am 1. Mai 1978 wurde die Gemeinde Altenschwand mit Altenschwand (Kirchdorf und Weiler), Mappenberg, Meldau und Warmersdorf aufgelöst und in die Gemeinde Bodenwöhr eingegliedert.